# 古フランク語
古フランク語（こフランクご、蘭: Oudfrankisch 独: Altfränkisch 英: Old Frankish）とは、古代フランク人の言語。西ゲルマン語に属し、現在のオランダとその周辺に当たる地域でメロヴィング朝時代（7世紀以前）に使われた。フランク語ともいうが、現代のこれらの地域で用いられている言語などと区別するために古の字をつける。
フランク人はもと現在のオランダ・フランドルに住んでいたが、南に進出してフランク王国を建てた。のちに古フランク語は北部では古低フランク語（古オランダ語 wikidata）となり、南部（すなわちフランスの北半分）では古フランス語に取って代わられたが、この古フランス語、さらに現代フランス語にも大きな影響を遺したのである。
古フランク語は直接書き残されているものではなく、古フランス語への借用語と古低フランク語とから再建されたものである。

## フランス語などへの影響
フランス語にあるゲルマン語起源の単語のほとんど（英語からの借用語を除く）は古フランク語に由来し、かつて使われていたであろうラテン語（俗ラテン語）の単語に取って代わったものも多い。例を下の表に示す。
| 古フランク語     | 古フランス語               | 現代フランス語     | ラテン語               | 現代オランダ語        | 意味[英語]                                            |
| ---------------- | -------------------------- | ------------------ | ---------------------- | --------------------- | ----------------------------------------------------- |
| *warding         | guardenc                   | gardien            | (custōs)               | verweerder            | 保護・管理者[warden/guardian]                         |
| *skirmjan (動詞) | escarmouche (名詞)         | escarmouche (名詞) | (leve proelium) (名詞) | schermutseling (名詞) | 小競り合い[skirmish]                                  |
| *bera            | biere                      | bière              | (cervīsia)             | bier                  | ビール[beer]                                          |
| *scoc (名詞)     | choc (名詞) choquer (動詞) | choquer (動詞)     | (perculsus) (名詞)     | schok (名詞)          | ショック[to shock / shock]                            |
| *grappon (動詞)  | graper (動詞)              | graper (動詞)      | (comprehendo) (動詞)   | (be)grijpen (動詞)    | つかむ[to grasp <OFrk.] 理解する[to comprehend <Lat.] |

英語にも（たいてい古フランス語を通じて）多くの古フランク語起源の単語がある："random"、"standard"、"grape"、"stale" など。warden/guardianなどは同語源の単語が共存する「二重語」（古英語/古フランク語起源）の例である。
現代フランス語の有音のh（h aspiré）はフランク語起源であり、初期には発音されていた。
古フランク語はフランス語のみならずラテン語自体にも影響を与えた。フランク王国はイタリアをも支配下に置き、この時期に影響したものであろう。フランク起源のラテン語あるいはロマンス語の単語には次のようなものがある。
- 古フランク語*sekjan > ラテン語sacire（見つめる、英語: "seek"と同語源）
- 古フランク語*blanch > フランス語 blanc（女: blanche）、ティグリニャ語: bianco、スペイン語: blanco、ポルトガル語: branco（白い、英語: "blank"と同語源）

ゲルマン語（特に古フランク語）起源でwを含む単語のほとんどは、ロマンス語ではguに変化している。例えば古フランク語werra（撃退する；英語"war"と同語源）は現代フランス語でguerre、イタリア語、スペイン語やポルトガル語ではguerra（戦い；ゲリラの語源）になっている。上に示したフランス語のgardienや、人名Guillaumeもその例（"英語: William"も）。